# Le Clarence
Le Clarence est un restaurant doublement étoilé sis 31 de l’avenue Franklin-D.-Roosevelt dans le 8e arrondissement de Paris. 
Il est ouvert depuis le 17 novembre 2015. 

## Historique
Le Clarence appartient à la société familiale Domaine Clarence Dillon. L’histoire de cette société commence en 1935 avec l’acquisition de Château Haut-Brion par Clarence Dillon, banquier new-yorkais épris de la France et de sa culture. 
Le restaurant Le Clarence est situé dans un hôtel particulier du XIXe siècle, édifié en 1884 par Henri Parent, spécialiste de l’architecture traditionnelle et notamment architecte du musée parisien Jacquemart-André. Il a été restauré par le prince Robert de Luxembourg, président de Domaine Clarence Dillon, arrière-petit-fils de Clarence Dillon,.

## Cuisinier
Christophe Pelé a travaillé au cours de sa carrière dans les cuisines de Ledoyen, du Bristol, de Pierre Gagnaire ou encore du Royal Monceau. En 2007, il ouvre son propre restaurant, la Bigarrade, rapidement étoilé, deux fois, et fermé en 2011. Depuis fin 2015, il est chef exécutif du restaurant Le Clarence et a obtenu deux étoiles au Guide Michelin en février 2017.  

## Prix et récompenses
Depuis 2017, Le Clarence a été récompensé de deux étoiles au Guide Michelin.
En 2018, le critique gastronomique français Gilles Pudlowski a décerné le prix de « Cuisinier de l’Année » à Christophe Pelé.
Le guide Gault & Millau a attribué 3 toques et la note de 16.5/20 au restaurant Le Clarence.

## Le Clarence au cinéma
- 2017 : Le Brio d’Yvan Attal, avec Daniel Auteuil et Camélia Jordana.